# Щасливий день смерті
«Щасливий день смерті» (англ. Happy Death Day) — американський науково-фантастичний фільм жахів режисера Крістофера Б. Лендона, що вийшов 2017 року. Стрічка розповідає про дівчину, яка проживає своє вбивство знову і знову. У головних ролях Джессіка Рот, Ізраель Бруссар, Рубін Модін.
Вперше фільм продемонстрували 7 жовтня 2017 року в Ізраїлі на Міжнародному кінофестивалі в Хайфі, а в Україні  у широкому кінопрокаті показ фільму розпочався 30 листопада 2017 року.

## Сюжет
Після пияцтва на вечірці студентка Тереза «Трі» в свій день народження прокидається в кімнаті гуртожитку на ліжку малознайомого однокурсника Картера Девіса. Вона ігнорує дзвінок свого батька, не зважає на слова Картера і швидко повертається в свою кімнату іншого будинку. Її сусідка по кімнаті Лорі вітає Трі з днем народження і підносить святковий кекс зі свічечкою, який Трі викидає в кошик. Трі йде на заняття і зустрічається там з одруженим доктором Батлером, з яким у неї роман. Увечері по дорозі на вечірку Терезу в тунелі вбиває невідомий в масці командного талісману.
Трі негайно прокидається в ліжку Картера і нервується від відчуття, що всі події повторюються. Спантеличена, вона проживає день до вечірки на честь її дня народження, уникаючи проходу в тунелі, але вбивця в масці вбиває її знову.
Трі знов прокидається в ліжку Картера і розуміє, що потрапила в замкнене часове коло. Цього дня, щоб уникнути смерті, Трі залишається в кімнаті, забарикадувавшись з середини, але вбивця, що ховався теж всередині, вбиває Терезу втретє.
Прокинувшись, Трі ділиться своїм нещастям з Картером, і той пропонує їй помирати знову і знову, поки вона не викриє вбивцю. Наступні кілька разів Трі проводить спостереження за тими, кого вона підозрює, але її кожного разу вбиває невідомий в масці. Після чергового пробудження Трі почувається недобре і втрачає свідомість. До тями вона приходить вже в лікарні кампусу, де Батлер, що оглядав її, виявляє важкі наслідки численних внутрішніх пошкоджень, що свідчить про те, що кількість повторів замкненого часового кола для Трі обмежена. Тереза тікає з лікарні в машині Батлера, але вбивця її наздоганяє і вбиває.
Прокинувшись, Трі знов ділиться своїми проблемами з Картером і під час розмови бачить місцеві новини про Джона Томбса, серійного вбивцю, якого тримають в тій же лікарні кампусу. Вирішивши, що Томбс і був вбивцею, Трі кидається до лікарні, щоб попередити охоронця Томбса, що злочинець може втекти, але Томбс вже звільнився від ременів і ледь не вбив Терезу, яку врятував Картер, що слідував за нею. Томбс вбиває Картера, і Тереза, що могла вбити злочинця, розуміючи, що, якщо цього разу вона залишиться живою, мертвим залишиться Картер, кінчає життя самогубством.
Прокинувшись, Тереза щасливо проводить весь день: припиняє стосунки з Батлером, зустрічається і мириться з батьком, домовляється з Картером відзначити увечері її день народження. Увечері Трі йде до лікарні і вбиває Томбса, а потім в своїй кімнаті святкує день народження з Картером і з'їдає кекс.
Тереза прокидається знов в кімнаті Картера. Ошелешена і злякана, з наміром втекти якомога далі вона біжить в свою кімнату, де Лорі знов підносить їй кекс. І тут Трі згадує, що минулого вечора вона вперше з'їла кекс, і здогадується, що кекс був отруєний і вона померла уві сні, отже Лорі і була справжньою вбивцею. Лорі зізнається, що справді бажає смерті Трі. В сутичці Тереза засовує кекс Лорі до рота, а потім виштовхує через вікно, від чого та гине. В кафе Тереза і Картер обговорюють події, що сталися, і він пропонує їй знов переспати в його кімнаті.
Трі прокидається в ліжку Картера, і їй здається, що вона знов в колі часу, але Картер швидко зізнається, що вирішив пожартувати, і насправді це вже наступний день.

## У ролях
| Актор           | Персонаж        | Роль                   |
| --------------- | --------------- | ---------------------- |
| Джессіка Рот    | Тереза Гельбман | студентка              |
| Ізраель Бруссар | Картер Девіс    | одногрупник Трі        |
| Рубін Модін     | Лорі Шпенглер   | сусідка по кімнаті Трі |
| Рейчел Метьюз   | Даніель Баузман |                        |
| Чарльз Айткен   | Грегорі Батлер  | викладач               |
| Роб Мелло       | Джон Томбс      | серійний вбивця        |

## Створення фільму

### Знімальна група
- Кінорежисер — Крістофер Б. Лендон
- Сценарист — Скотт Лобделл
- Кінопродюсер — Джейсон Блум
- Виконавчі продюсери — Джон Болдекчі, Жанет Брілл, Анжела Манкузо, Сет Вільям Меєр, Купер Самуельсон
- Композитор — Беар Мак-Крірі
- Кінооператор — Тобі Олівер
- Кіномонтаж — Грегорі Плоткін
- Підбір акторів — Елізабет Кулон і Террі Тейлор
- Художник-постановник — Сес Дестфано
- Артдиректори — Мішель С. Гармон
- Художник по костюмах — Меган Маклафлін[7].

### Виробництво
Знімання фільму тривало 5 тижнів і проходило у Новому Орлеані, США.

## Сприйняття

### Оцінки і критика
Від кінокритиків фільм отримав змішано-схвальні відгуки: Rotten Tomatoes дав оцінку 71 % на основі 109 відгуків від критиків (середня оцінка 6/10). Загалом, на сайті фільм має схвальні оцінки, йому зарахований «стиглий помідор» від фахівців, Metacritic — 57/100 на основі 26 відгуків критиків. Загалом на цьому ресурсі від фахівців фільм отримав змішані відгуки.
Від пересічних глядачів фільм отримав схвальні відгуки: на Rotten Tomatoes 66 % зі середньою оцінкою 3,6/5 (14 032 голоси), фільму зарахований «попкорн», на Metacritic — 6,5/10 на основі 102 голосів, Internet Movie Database — 6,6/10 (23 624 голоси).

### Касові збори
Під час показу у США, що розпочався 13 жовтня 2017 року, протягом першого тижня фільм показали у 3 149 кінотеатрах і він зібрав 26 039 025 $, що на той час дозволило йому зайняти 1 місце серед усіх прем'єр. Станом на 28 листопада 2017 року показ фільму триває 47 днів (6,7 тижня), зібравши у прокаті в США 55 579 925 доларів США, а у решті світу 49 826 264 $ (за іншими даними 49 868 211 $), тобто загалом 105 406 189 $ (за іншими даними 105 448 136 $) при бюджеті 4,8 млн доларів США.

### Виноски
1. ↑  Happy Death Day (англійською) . British Board of Film Classification. Архів оригіналу за 22 липня 2019. Процитовано 10 листопада 2017.
2. 1 2  Happy Death Day: Release Info (англійською) . Internet Movie Database. Архів оригіналу за 9 листопада 2017. Процитовано 10 листопада 2017.
3. 1 2  Щасливий день смерті. Kino-teatr.ua. Архів оригіналу за 17 лютого 2019. Процитовано 10 листопада 2017.
4. 1 2 3 4 5 6  Happy Death Day (англійською) . Box Office Mojo. Архів оригіналу за 2 лютого 2018. Процитовано 30 листопада 2017.
5. 1 2 3 4  Happy Death Day (2017) (англійською) . The Numbers. Архів оригіналу за 1 грудня 2017. Процитовано 30 листопада 2017.
6. ↑  Happy Death Day (гебрейською та англійською) . Haifa International Film Festival. Архів оригіналу за 5 жовтня 2017. Процитовано 10 листопада 2017.
7. ↑  Happy Death Day: Full Cast & Crew (англійською) . Internet Movie Database. Архів оригіналу за 9 листопада 2017. Процитовано 10 листопада 2017.
8. ↑  Lauren McCarthy (30 жовтня 2017). Happy Death Day's Jessica Rothe On What It Means To Be A Scream Queen in 2017 (англійською) . W magazine. Архів оригіналу за 10 листопада 2017. Процитовано 14 листопада 2017.
9. 1 2  Happy Death Day (англійською) . Rotten Tomatoes. Архів оригіналу за 17 листопада 2020. Процитовано 30 листопада 2017.
10. 1 2  Happy Death Day (англійською) . Metacritic. Архів оригіналу за 31 грудня 2017. Процитовано 30 листопада 2017.
11. ↑  Happy Death Day (англійською) . Internet Movie Database. Архів оригіналу за 29 листопада 2017. Процитовано 30 листопада 2017.